# Нововознесенка (Днепропетровская область)
Нововознесенка (укр. Нововознесенка) — село,
Раздоровский поселковый совет,
Синельниковский район,
Днепропетровская область,
Украина.
Код КОАТУУ — 1224855605. Население по переписи 2001 года составляло 72 человека.

## Географическое положение
Село Нововознесенка находится на левом берегу реки Средняя Терса,
выше по течению на расстоянии в 0,5 км расположено село Раздолье,
на противоположном берегу — сёла Зелёный Гай и Возвратное.
Рядом проходит автомобильная дорога Т-0401 и
железная дорога, станция Платформа 262 км в 1,5 км.